# Jock Lewes
John Steel "Jock" Lewes (21 de diciembre de 1913 - 31 de diciembre de 1941) fue un militar británico que alcanzó el grado de teniente, destacado oficial del Ejército Británico durante la Segunda Guerra Mundial. Fue el principal oficial de entrenamiento fundador del Servicio Aéreo Especial. Su comandante fundador, David Stirling, dijo más tarde de Lewes: "Jock podría afirmar más genuinamente ser el fundador del SAS que yo". Lewes también inventó un dispositivo explosivo para los propósitos del SAS, bautizada bomba de Lewes.